# Jaželbiški mir
Jaželbiški  mir je mirovni sporazum, ki sta ga po  moskovsko-novgorodski vojni 25. februarja 1456 v vasi Jaželbici podpisala veliki moskovski knez Vasilij II. Vasiljevič in vlada Novgorodske rapublike. Sporazum je zaznamoval začetek priključitve Novgoroda k Moskvi, ki se je zgodila skoraj 25 let kasneje, potem ko je veliki knez Ivan III. Vasiljevič leta 1478 mesto neposredno podredil Moskvi.
Pred sklenitvijo sporazuma je bil dolg boj za prestol med Vasilijem II. in Dimitrijem Jurjevičem Šemjako, ki se je končal z Vasilijevo zmago. Šemjaka je bil  leta 1453 v Novgorodu zastrupljen. Po eni različici ga je zastrupil Vasilijev agent, po drugi pa novgorodski nadškof Evtimij II., da bi zadovoljil interese Novgoroda. Šemljakova vdova je s svojim sinom Ivanom Dmitrijevičem pobegnila v  Veliko litovsko kneževino. Leta 1456 so Novgorodci doživeli hud poraz v bitki  z vojsko moskovske kneževine. Takoj po porazu so sklicali veče (mestni svet) in se obrnili na nadškofa Evtimija s prošnjo, naj odide na sedež velikega kneza v vas Jaželbici in ugotovi, pod kakšnimi pogoji je pripravljen skleniti mir. Po več dneh intenzivnih pogajanj sta strani podpisali Jaželbiški mir. Ohranjena sta dva izvoda sporazuma. Enega je podpisala Moskva, drugega pa Novgorod, vendar  besedili sporazuma na obeh izvodih nista enaki. Oba dokumenta sta zdaj v Nacionalni knjižnici Rusije v Sankt Peterburgu.
Evtimijeva osebna vpletenost v pogajanja ni bila potrjena. Po pisanju Novgorodske  četrte kronike je nadškof sam vodil delegacijo, in v preambuli novgorodske kopije blagoslovil sporazum, na seznamu parlamentarcev v moskovski kopiji pa ni omenjen, zato ni znano, ali je sodelovel v pogajanjih ali je samo blagoslovil sporazum. Novgorodci so kljub podrejenemu položaju vztrajali pri več točkah, ki so omejevale vpliv velikega kneza na notranjo politiko Novgoroda, po drugi strani pa so bili v sporazumu pogoji, ki so omejevali njihovo neodvisnost. Prvič: Novgorod se je zavezal, da ne bo dal zatočišča Vasilijevim sovražnikom. Drugič; odvzeta mu je bila možnost voditi neodvisno zunanjo politiko in sprejemati lastne zakone. Tretjič; veliki knez je postal najvišje sodišče Novgoroda. Četrtič: pečat novgorodskega veča in njegovih posadnikov je zamenjal pečat velikega kneza.
Po podpisu sporazuma je bila neodvisnost Novgoroda resno ogrožena. Moskva mu še ni neposredno vladala, a mu je močno okrnila pravice. Vasilij II. je bil z mirovnimi pogoji tako zadovoljen,  da je Novgorodu podelil celo majhne ozemeljske koncesije. Večino pogojev sta spoštovali obe strani, na primer novgorodske pečate, s katerimi so  potrjujevali dokumente, so takoj po podpisu sporazuma zamenjali z moskovskimi. Nekatere točke so bile nenehno kršene, morda kot posledica razlik med obema različicama sporazuma. Novgorodci so še naprej dajali zatočišče sovražnikom velikega kneza. Po drugi strani sta Vasilij II. in njegov naslednik Ivan III. kršila člene, ki so se nanašali na ozemeljsko celovitost Novgorodske republike, in reševala sodne spore v korist moskovskih bojarjev, ki so tako prejeli posesti v Novgorodu. Obe strani sta v naslednjih 15 letih druga drugo nenehno obtoževali kršitve mirovnih pogojev. Na koncu so neskladja in nasprotujoča si tolmačenja sporazuma privedla do nove vojne. Leta 1471 so bili Novgorodci poraženi v šelonski bitki, leta 1478 pa je Ivan III. Novgorod priključil k Moskovski kneževini.